# Gli occhi che videro!
Gli occhi che videro! è un film muto italiano del 1914 diretto e interpretato da Ubaldo Pittei.